# Strombosia grandifolia
Strombosia grandifolia là một loài thực vật có hoa trong họ Olacaceae. Loài này được Hook.f. ex Benth. miêu tả khoa học đầu tiên năm 1849.